# Millennium (televisieserie)
Millennium is een Amerikaanse televisieserie die werd bedacht door Chris Carter. FOX zond de serie oorspronkelijk uit van 25 oktober 1996 tot en met 21 mei 1999, in totaal 67 afleveringen verdeeld over drie seizoenen. Millennium was bedoeld als de duistere 'broer' van The X-Files, dat ook door Carter werd bedacht.
Millennium won in 1997 een People's Choice Award in de categorie beste nieuwe dramatische serie. Hoofdrolspeler Lance Henriksen werd in zowel 1997, 1998 als 1999 genomineerd voor een Golden Globe en in 1998 werd zowel de geluidsafdeling als gastrolspeler Charles Nelson Reilly (Jose Chung) genomineerd voor een Emmy Award.

## Uitgangspunt
Frank Black (Lance Henriksen) is een voormalig gedragsanalist voor de FBI. Hij bezit een bovennatuurlijke gave die hem in staat stelt door de ogen te kijken van de seriemoordenaars waarop hij jaagt. Wanneer Black met zijn vrouw Catherine (Megan Gallagher) en dochter Jordan (Brittany Tiplady) naar Seattle verhuist, gaat hij werken voor de Millennium Group. Deze bestaat uit voormalig wetsdienaars van allerlei pluimage. Samen vormen ze een geheime organisatie die het opneemt tegen de misdaad, die toeneemt en ernstiger wordt naarmate de millenniumwisseling van 1999 naar 2000 dichterbij komt. Dit voldoet aan de verwachting van de geheimzinnige groep dat een apocalyps nabij is. Black gaat aan de slag met de jonge Emma Hollis (Klea Scott) als zijn leerling.

## Trivia
- Millennium wordt in de openingsfase van elke aflevering geschreven als MillenniuM, met twee hoofdletters M. MM is 2000 geschreven in Romeinse cijfers.
- Bedenker Carter liet na het stoppen van Millennium acteur Henriksen nogmaals Frank Black spelen in zijn andere serie The X-Files, in de vierde aflevering van het zevende seizoen (getiteld Millennium). In deze aflevering werden nog enkele vragen beantwoord die de Millennium-serie openliet.

## Cast
| Acteur           | Personage       |
| ---------------- | --------------- |
| Lance Henriksen  | Frank Black     |
| Brittany Tiplady | Jordan Black    |
| Terry O'Quinn    | Peter Watts     |
| Megan Gallagher  | Catherine Black |
| Klea Scott       | Emma Holis      |